# Livet-sur-Authou
Livet-sur-Authou è un comune francese di 148 abitanti situato nel dipartimento dell'Eure nella regione della Normandia.

## Società

### Evoluzione demografica
Abitanti censiti